# Hustle – Unehrlich währt am längsten
Hustle – Unehrlich währt am längsten (Originaltitel Hustle) ist eine britische Fernsehserie über eine Gruppe Trickbetrüger (englisch grifter), die sich vor allem auf Großbetrug spezialisiert hat.
Die Serie wurde von Kudos für BBC One in Großbritannien produziert. Hergestellt wurden acht Staffeln mit je sechs Einzelepisoden, die letzte Folge der finalen achten Staffel wurde am 17. Februar 2012 ausgestrahlt. Die Erstausstrahlung in Deutschland erfolgte seit 2007 jeweils auf dem Pay-TV-Spartenkanal RTL Crime. Zudem ist die Serie im frei empfangbaren Fernsehprogramm in unregelmäßigen Abständen in ONE zu sehen.

## Handlung
Die Serie handelt von einer Gruppe Londoner Betrüger, die stets ausgesuchte Opfer übertölpeln, um größere Geldsummen von ihnen zu erhalten. Die Opfer sind Personen, die ein moralisch fragwürdiges Verhalten zeigen. Die Zuschauer bekommen so das Gefühl, dass der durchgeführte Betrug wirklich verdient ist und es keinen Falschen trifft.
Die Episoden haben üblicherweise überraschende Wendungen, die am Ende durch detailliertere als die bisher gezeigten Szenen aufgeklärt werden. Zudem kommt es vor, dass einzelne Darsteller die Zeit anhalten – also die gesamte Umgebung einfrieren lassen, während sie selbst sich bewegen können – und die Sachverhalte anhand der dargestellten Szene erklären. Die einzelnen Episoden sind in der Regel in sich abgeschlossen und behandeln eine eigenständige Geschichte, lediglich nebenstehende Elemente, wie Wohnungssuche oder Geldprobleme, werden episodenübergreifend aufgegriffen.

## Figuren
| Figur           | Darsteller       | Deutscher Sprecher  |
| --------------- | ---------------- | ------------------- |
| Mickey Bricks   | Adrian Lester    | Torsten Michaelis   |
| Flip-Flop-Ash   | Robert Glenister | Matthias Klages     |
| Albert Stroller | Robert Vaughn    | Reinhard Kuhnert    |
| Danny Blue      | Marc Warren      | Gerald Schaale      |
| Stacie Monroe   | Jaime Murray     | Claudia Urbschat    |
| Billy Bond      | Ashley Walters   | Tommy Morgenstern   |
| Sean Kennedy    | Matt Di Angelo   | Tobias Nath         |
| Emma Kennedy    | Kelly Adams      | Britta Steffenhagen |
| Eddie           | Rob Jarvis       | Oliver Siebeck      |
| DS Terri Hodges | Liz May Brice    | Victoria Sturm      |

Michael „Mickey Bricks“ Stone (Staffel 1–3, 5–8)
ist der Anführer der Gruppe und der „Insider“. Mickey ist ehrgeizig, intelligent und ein erfahrener Betrüger, der seine Tätigkeit aufgenommen hat, nachdem er mitverfolgen musste, wie sein Vater auf ehrliche Weise für ein glückliches Leben nach seiner harten Arbeit strebte und schließlich kurz vor der Rente verstarb. Mickey hasst das System, das er für den Tod seines Vaters verantwortlich macht. Aussagen einer Polizeibeamtin in der ersten Episode zufolge, hatte er früher eine Affäre mit Stacie Monroe, was allerdings in der Serie niemals aufgeklärt wird. Seine Frau lässt sich zu Beginn der ersten Staffel von ihm aufgrund seiner „unehrlichen Lebensweise“ scheiden, was dazu verwendet wird, um darzustellen, dass das Leben eines „Grifters“ keinesfalls den romantisierten Vorstellungen entspricht. Mickey verlässt die Serie nach der dritten Staffel, um in Australien das Sydney Opera House in einem großangelegten Betrug zu „verkaufen“, ähnlich wie es die Gruppe in einer früheren Folge mit dem London Eye durchgeführt hatte. Bei seiner Rückkehr zur ersten Folge der fünften Staffel wird gesagt, dass dieses Vorhaben erfolgreich war, er allerdings von der Polizei verfolgt wurde und somit nach London zurückkehrte, um sein altes Team wieder zusammenzuführen. In der fünften Staffel erwirbt Mickey 50 Prozent der Bar seines Freundes Eddie, um diesem zur Wiedereröffnung zu verhelfen.
Ashley „Flip-Flop-Ash“ Morgan
ist der „Fixer“ des Teams. Ash übernimmt die Beschaffung von sämtlichen Dingen, die das Team für seine Betrügereien braucht. Außerdem übernimmt er zumeist die Auslandsaufträge, ist ein versierter Techniker und Computerspezialist und schlüpft ebenfalls während der Abzocke mithilfe außergewöhnlicher Verkleidungen in die unterschiedlichsten Rollen. Seine Spezialität ist zudem ein Versicherungsbetrug, den er aufgrund einer alten Schädelverletzung und seiner Fähigkeit, einen schmerzlichen Zusammenprall mit einem Auto vortäuschen zu können, durchführt. Das Geld, das er als Trickbetrüger verdient, nutzt er zum größten Teil, um die Pflege seiner an Alzheimer erkrankten Ex-Frau zu bezahlen. Nach Auflösung des Teams nach der vierten Staffel schlägt sich Ash zu Mickeys Entsetzen mit Wetten und kleineren Betrügereien durch, kehrt aber schließlich in die von Mickey wieder zusammengeführte Gruppe zurück.
Albert Stroller
ist der „roper“ (etwa „Lassowerfer“) des Teams, da es seine Aufgabe ist, die perfekten Opfer zu finden: reiche, gierige Menschen mit einer bestimmten Schwäche, die das Team schließlich ausnutzen kann. Albert war früher Schuhverkäufer im Mittleren Westen der Vereinigten Staaten und ist heute ein Betrüger der alten Schule, Gentleman sowie Vaterfigur und Mentor der Gruppe. Nachdem er versucht hat, ein Kasino auszuräumen, wird Albert verhaftet und schließlich zu Beginn der fünften Staffel von Mickey befreit, der das alte Team wieder zusammenführen will.
Danny Blue (Staffel 1–4 + Finale)
stößt als versierter Kleinganove in der ersten Episode auf Drängen Alberts zum Team, von dem er, nachdem er seine Loyalität und Lernfähigkeit bewiesen hat, aufgenommen wird. Mickey ist für Danny zwar der „einzige Mann in London, von dem er noch etwas lernen kann“, streitet allerdings von nun an mit Mickey um die Führungsrolle im Team. Als Mickey das Team in Richtung Australien verlässt, bekommt er schließlich die Chance, sich als Anführer zu beweisen. Danny tritt oftmals großspurig und arrogant auf, allerdings in einer trotzdem verletzbaren und liebenswerten Weise, sodass er insgesamt als positive Figur dargestellt wird. Mickey tadelt oftmals Dannys Nachlässigkeit beim Durchführen des Betrugs, auch wenn Albert ihn immer wieder darauf hinweist, dass Danny ein „Gespür für den Betrug hat, das selbst Mickey ihm nicht beibringen kann“. Nach der vierten Staffel bleibt Danny zusammen mit Stacie in den USA, wo sie weitere „Cons“ durchführen wollen.
Stacie Monroe (Staffel 1–4 + Finale)
benutzt ihr Sexappeal und ihre Fähigkeit zur Manipulation, um das Team in größeren und kleineren Betrügereien zu unterstützen. Zudem wird ihr eine hohe Intelligenz und besonderes Talent zugeschrieben. In der ersten Episode erklärt ein Polizeibeamter sogar, dass Stacie „vielleicht die einzige ist, die in derselben Liga wie Michael Stone spielt“. Stacie war mit einem Trickbetrüger verheiratet, durch den sie ins Geschäft fand, der sie allerdings schließlich mitsamt ihrem Geld und ihrem Besitz verlassen hat. Außerdem weisen einzelne Sequenzen der Serie darauf hin, dass Stacie und Mickey in der Vergangenheit eine Beziehung hatten. Nach der vierten Staffel bleibt Stacie zusammen mit Danny in den USA, wo sie weitere Schwindel durchführen wollen.
Billy Bond (Staffel 4)
kommt auf dieselbe Art und Weise ins Team, wie Danny, als Neuling mit einem ausgeprägten Instinkt und Meister des Straßenbetrugs, ohne allerdings Erfahrungen bei großen Schwindeleien zu besitzen. Trotz früherer Verwicklungen in Drogengeschäfte tritt Billy als kluger und sympathischer Charakter auf. Nach der vierten Staffel wird der Verbleib von Billy nicht geklärt, auch ist nicht klar, ob Mickey nach seiner Rückkehr überhaupt davon erfährt, dass Billy von Danny ins Team aufgenommen wurde.
Sean und Emma Kennedy (Staffel 5–8)
Sean stößt zusammen mit seiner Schwester Emma in der fünften Staffel zum Team, das sie zunächst austricksen wollen, während Mickey und Ash dasselbe mit ihnen versuchen. Später wird klar, dass dies von Albert eingefädelt wurde, um Mickey die beiden als Ersatz für Stacie und Danny vorzustellen.
Eddie
ist der Besitzer von „Eddie's Bar“, von der aus die Gruppe oftmals ihre Betrügereien plant und ausführt. Er ist stets komplett über die Tätigkeiten der Gruppe im Bilde und mit allen Teammitgliedern befreundet, obwohl diese ihn als Running Gag immer wieder mit kleineren Tricks hinters Licht führen und zudem ständig versuchen, auf kreative Art und Weise die Zeche zu prellen. In späteren Episoden übernimmt Eddie zudem selbst die ein oder andere kleine Rolle während einer großen „Abzocke“ des Teams. Als Eddie in der vierten Staffel bestohlen wird, hilft die Gruppe ihm, den Verantwortlichen zur Strecke zu bringen. In der fünften Staffel arbeitet Eddie in einem Restaurant, nachdem er seine Bar aufgrund finanzieller Probleme schließen musste, woraufhin Mickey in sein altes Geschäft einsteigt und er die Bar wiedereröffnen kann.

## Entstehung und Erstbesetzung
Produziert wird die Serie von demselben Team, das bereits die ersten Folgen der erfolgreichen und vom Konzept ähnlichen BBC-Serie Im Visier des MI5 (Originaltitel Spooks) entwickelt hatte, welche erstmals im Jahr 2002 ausgestrahlt wurde. Bharat Nalluri, der ausführende Direktor der neuen Serie, hatte die Idee zu Hustle bereits bei den Dreharbeiten zu Spooks und stellte das Konzept Jane Featherstone, der Direktorin der Kudos Film & Television schließlich nach eigenen Angaben auf der Rückfahrt von Dreharbeiten auf der Rückbank eines Taxis vor. Daraufhin verpflichtete Featherstone Tony Jordan, den Drehbuchautor der Soap EastEnders um die Serie fernsehtauglich umzusetzen.
Jordan entwickelte erste Drehbuchentwürfe, die Featherstone der BBC vorstellte. Gareth Neame, der Verantwortliche für Drama-Serien, beschloss schließlich, eine erste Staffel mit sechs Episoden abzudrehen. Neben Featherstone und Nalluri gehörten dem Produktionsteam schließlich mit Produzent Simon Crawford Collins und Co-Write Matthew Graham zwei weitere Mitarbeiter an, die bereits an Spooks mitgewirkt hatten. Für die ersten Folgen der Serie bediente sich Jordan einiger bekannter Betrug-Tricks aus Film und Fernsehen, unter anderem aus Das A-Team, Der Clou und Grifters. Außerdem erklärte Featherstone, stark vom zur damaligen Zeit angelaufenen Kinofilm Ocean’s Eleven beeinflusst worden zu sein, allerdings auch von anderen Filmen und Büchern.

“Ocean's Eleven was on around the time Bharat and I first spoke, and I think it helped to inspire us, but really we took our inspiration from a whole catalogue of movies and books… we wanted to make something that had the energy, verve, style and pure entertainment value of those sorts of films.”

„Ocean’s Eleven war zwar allgegenwärtig, als Bharat und Ich das erste Mal gesprochen haben, und ich denke es inspirierte uns, aber eigentlich entnahmen wir unsere Ideen einem breiten Katalog aus Filmen und Büchern…wir wollten etwas machen, das die Energie, den Elan, den Stil und den hohen Unterhaltungswert dieser Sorte Film hat.“

Zur gleichen Zeit erklärten die Drehbuchautoren, vom Erfolg von Filmen wie Ocean’s Eleven und der Mission: Impossible-Reihe profitiert zu haben und “[such shows] worked because of the interaction within the group – the plotlines were almost irrelevant” (deutsch: „[solche Serien] funktionieren aufgrund der Interaktion innerhalb der Gruppe – der Handlungsverlauf war nahezu irrelevant“).

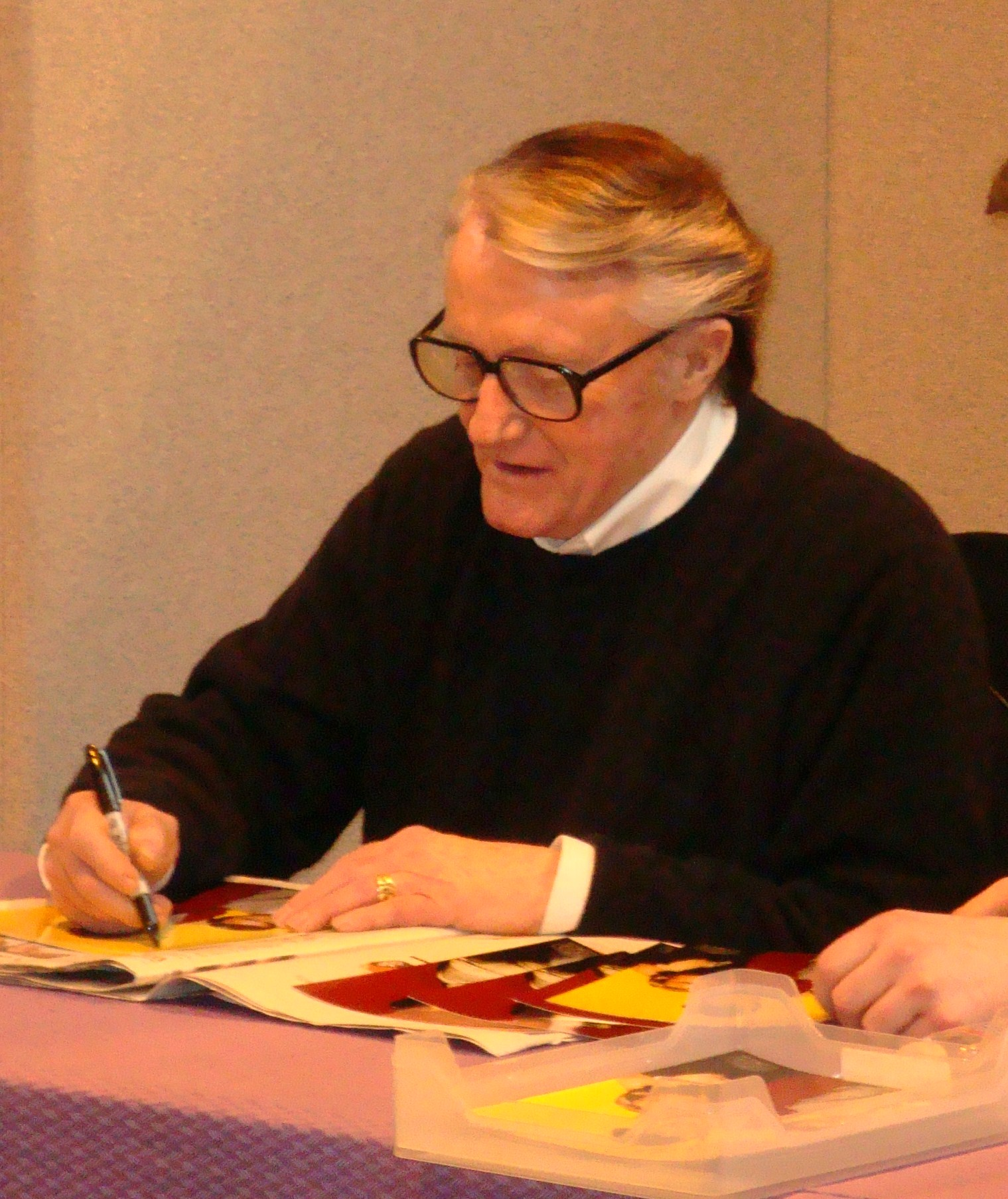
Robert Vaughn übernahm die Rolle des Albert Stroller

Nachdem der Beginn der Dreharbeiten offiziell bestätigt war, begannen die Produzenten mit dem Casting der Hauptdarsteller sowie der Opfer in den jeweiligen Episoden. Nach Crawfords Angaben erwies sich dieser Prozess als ausgesprochen schwierig, da vor allem bei der Besetzung des Betrügerteams darauf geachtet werden musste, dass weder die einzelnen, stark ausgeprägten Charaktere noch ihr Zusammenspiel als Gruppe beeinflusst werden durften. Robert Vaughn, bekannt aus der Agentenserie Solo für O.N.C.E.L. und Filmen wie Die glorreichen Sieben, stand schnell als erste Wahl für die Rolle des Albert Stroller fest. Nachdem ihm die Rolle angeboten wurde, stieg Vaughn bereits am folgenden Tag in die Dreharbeiten ein.
Jordans Drehbuch sah zudem vier weitere „Grifter“ (zu Deutsch etwa „Abzocker“) mit einer großen Bandbreite aus Alter, Erfahrung und Erscheinungsbild vor. Als Teamleiter Mickey Bricks wählte die Gruppe Adrian Lester aus, der zur selben Zeit im Heinrich V. am Royal National Theatre spielte. Trotz zahlreicher Film- und Fernsehauftritte war Lester zu diesem Zeitpunkt ein eher unbekanntes Gesicht, das vor der ersten Episode von Hustle lediglich rund zwei Stunden Bildschirmzeit zu verbuchen hatte. Lester erklärte, dass er sich zunächst nicht hatte vorstellen können, einen einzigen Charakter für mehrere Jahre zu spielen, allerdings durch das Zusammenspiel des Teams in Hustle bald eines Besseren belehrt worden sei.
Marc Warren konnte für die Rolle des Danny Blue, der „Insider“, gewonnen werden, während Robert Glenister die Rolle des Ashley Morgan, der „Fixer“, übernahm Jaime Murray komplettierte als Stacie Monroe, der „Lockvogel“, und einzige weibliche Hauptdarstellerin die Gruppe der Abzocker. Murray erklärte, dass sie vor allem die Zusammenarbeit mit den bekannten Schauspielern Vaughn und Lester zur schnellen Zusage bewogen habe.
Zusätzlich zu den Hauptdarstellern verpflichtete das Produktionsteam weitere Darsteller wie David Haig, Tamzin Outhwaite und David Calder, die allesamt die Rolle wiederkehrender Charaktere in der Serie übernahmen.

## Dreharbeiten und Ausstrahlung
| St. | Premiere      | Finale        | Zuschauer |
| --- | ------------- | ------------- | --------- |
| 1   | 24. Feb. 2004 | 30. März 2004 | 6,47 Mio. |
| 2   | 25. März 2005 | 3. Mai 2005   | 5,82 Mio. |
| 3   | 10. März 2006 | 14. Apr. 2006 | 5,86 Mio. |
| 4   | 3. Mai 2007   | 7. Juni 2007  | 5,54 Mio. |
| 5   | 8. Jan. 2009  | 12. Feb. 2009 | 6,07 Mio. |
| 6   | 4. Jan. 2010  | 8. Feb. 2010  | 6,27 Mio. |
| 7   | 7. Jan. 2011  | 11. Feb. 2011 | 6,79 Mio. |
| 8   | 13. Jan. 2012 | 17. Feb. 2012 | 6,21 Mio. |

Die ersten Episoden von Hustle wurden zwischen August und Dezember 2003 in London gedreht. Die Hauptdarsteller erhielten dabei zunächst ein Training im Taschendiebstahl, Kartentricks und weiterer Elemente, die in der Serie eine wichtige Rolle spielten.
Einige Darsteller beschrieben Zeitplan und Dreharbeiten von Hustle als ausgesprochen hektisch. Vaughn erklärte, dass er bereits einen Tag nach der Zusage zu den Dreharbeiten erscheinen sollte. Nach der vierten Staffel beschrieb Adrian Lester im Jahr 2009, dass das Team zu Beginn zwei Folgen an einem Tag in nicht-chronologischer Reihenfolge und im Wechsel drehte, was sich für ihn als Theaterschauspieler außerordentlich schwierig dargestellt habe. Murray erklärte hingegen, dass sich die Szene, in der Danny gegen sie im Strip-Poker verliert und schließlich komplett nackt auftritt, für sie am schwierigsten darstellte, da sie sich im Gegensatz zu ihrer Filmrolle in dieser Situation nur schlecht zusammenreißen konnte.
Die erste Episode von Hustle wurde am 24. Februar 2004 auf BBC One ausgestrahlt. Im Vorfeld hatte das Unternehmen Abbott Mead Vickers eine groß angelegte Werbekampagne zur besseren Vermarktung der Serie gestartet, in deren Mittelpunkt der Slogan „The con is on“ („Der Schwindel geht los“) stand, welcher später auch beim Vertrieb der DVD-Ausgaben verwendet wurde. Das Programm war auf Anhieb ein Erfolg und wurde im Durchschnitt von 6,7 Millionen Zuschauern verfolgt. Zudem erhielt die Serie zunächst überwiegend positive Kritiken. Bevor die erste Staffel komplett ausgestrahlt worden war, verkaufte die BBC die Fernsehrechte in zwölf Länder darunter Italien Norwegen, Israel, Russland und die Niederlande. In Deutschland erwarb die RTL Group die Rechte an Hustle und strahlte die Serie auf ihrem Spartensender RTL Crime aus.
Anita Davison, Commercial Director der BBC Worldwide, erklärte, dass die Serie alles mitbringe, um ein internationaler Erfolg zu werden. Später wurde Hustle auch in Indien und Südamerika erworben.
Aufgrund der positiven Reaktionen auf die erste Staffel gab die BBC im März 2004 bekannt, eine weitere Staffel zu drehen. Nahezu das komplette Produktionsteam als auch die Hauptdarsteller wurden übernommen, die Dreharbeiten fanden im Sommer 2004 erneut in und um London statt. Lester beschrieb die Dreharbeiten zur zweiten Staffel später als „viel einfacher“ als der chaotische Dreh zur ersten Staffel. Dies sei vor allem auf das bereits eingespielte Team zurückzuführen gewesen. Als Gastschauspieler traten Lee Ingleby, Fay Ripley, und Robert Llewellyn. auf. In Großbritannien wurde die zweite Staffel ab dem 29, März 2005 ausgestrahlt und erreichte bereits mit der ersten Episode erneut 6,7 Millionen Zuschauer.
Nach dem Erfolg der ersten beiden Staffeln verkaufte die BBC die Rechte für den US-amerikanischen Markt an den Medienkonzern AMC. Mit diesem Kontrakt erhielt AMC neben der Exklusivrechte in den Vereinigten Staaten zudem die Position als Co-Produzent der dritten Staffel, Zudem konnte die Serie nach Australien und Neuseeland verkauft werden. Aufgrund des Erfolgs von Hustle strahlte die BBC ab dem 10. Februar 2006 als Ableger die Dokumentarreihe The Real Hustle aus, in der drei reale „Hustler“ ihre Tricks an nichtsahnenden Passanten demonstrieren. Die BBC beschrieb die Serie als Versuch, die Bevölkerung auf die Gefahren der echten Trickbetrüger hinzuweisen.
Für die dritte Staffel konnten erneut alle Hauptdarsteller gewonnen werden, hinzu kamen die Gastschauspieler Richard Chamberlain, Linford Christie, Sara Cox und Paul Nicholls. Die Premiere war am 10. März 2006, die sechs Episoden wurden bis 14. April ausgestrahlt. Die zweite Episode, in der Danny und Mickey nackt über den Trafalgar Square laufen, erreichte eine durchschnittliche Quote von 6 Millionen Zuschauern.
Durch den Rückhalt von AMC wurde eine vierte Staffel von Hustle garantiert, in welcher die amerikanische Anstalt jedoch im Gegensatz zu den Vorgängern eine führende Rolle übernahm. Durch die Geldmittel von AMC war es zudem möglich, erstmals Episoden außerhalb Londons zu filmen. Hierzu wurde in Las Vegas und Los Angeles gedreht, Im April kamen erste Gerüchte auf, nach denen Adrian Lester aus der Serie aussteigen sollte, was schließlich im September desselben Jahres durch die BBC bestätigt wurde. Als neuer Hauptdarsteller stieß Ashley Walters zum Team. Trotz Gerüchten, dass Lester vor allem aufgrund der Verlagerung des Produktionsfokus aus der Serie ausgestiegen sei, erklärten sowohl die BBC als auch der Schauspieler, dass andere Dinge, wie der Wunsch, etwas Neues zu probieren, der Grund für den Ausstieg gewesen seien.
Die vierte Staffel wurde schließlich vom 3. Mai bis 7. Juni 2007 in Großbritannien ausgestrahlt und erreichte im Durchschnitt 5,54 Millionen Zuschauer. In den USA wurde die neue Staffel mit einigen Monaten Verspätung gesendet.
Trotz ursprünglicher Gerüchte von der Einstellung der Serie, erklärte die BBC im Juni 2008, dass eine neue Staffel von Hustle produziert werde und zudem Adrian Lester als Mickey Bricks ins Team zurückkehre. Aufgrund von Terminüberschneidungen konnten Marc Warren und Jaime Murray nicht mehr gewonnen werden und wurden daraufhin durch Matt Di Angelo und Kelly Adams ersetzt.
Ausgestrahlt wurde die fünfte Staffel vom 8. Januar bis 12. Februar 2009.
Am 11. Februar 2009 bestätigte die BBC, dass eine sechste Staffel von Hustle produziert werden soll. Die Staffel wurde in Großbritannien im Januar und Februar 2010 erstmals ausgestrahlt. Die Besetzung der fünften Staffel wirkte dabei komplett an der neuen Produktion mit. Die Produktion der Serie wurde von London nach Birmingham verlegt, obwohl die Folgen dennoch den Anschein erwecken, in London zu spielen. Erst in der siebten Staffel findet die Handlung einer Folge überwiegend tatsächlich in Birmingham statt.
Produzent Simon Crawford Collins erklärte, dass die Produktion der Staffel nicht die Entstehung des geplanten Kinofilms beeinflussen solle.
Die Zuschauerzahlen lagen im Durchschnitt bei 6,27 Millionen, was die höchste Einschaltquote seit der ersten Staffel darstellte.
Vom 7. Januar bis zum 18. Februar 2011 zeigte die BBC in Erstausstrahlung die siebte Staffel. Alle Hauptdarsteller der fünften und sechsten Staffel wirkten dabei erneut an der Produktion mit. Die dritte Folge dieser Staffel trägt zwar mit Casino einen deutschen Folgentitel, der mit dem der sechsten Folge aus der vierten Staffel identisch ist. Rein vom Inhalt her sind die beiden Folgen aber völlig verschieden.
Die durchschnittlichen Zuschauerzahlen lagen bei 6,79 Millionen, somit war die siebte Staffel die bisher erfolgreichste seit Serienbeginn.
Im Mai 2011 verlängerte die BBC die Serie um eine achte und letzte Staffel. Sie wurde vom 13. Januar – 17. Februar 2012 ausgestrahlt.

## Rezeption
Die erste Staffel von Hustle erzielte zum Großteil positive Reaktionen bei Zuschauern und Kritikern. The Guardian beschrieb die Serie als „defiantly high-concept, tightly plotted, knowing stuff…a laugh; slick, glossy, and smart certainly, but a laugh all the same“ („hoch-konzeptualisierten, eng gezeichneten, vielsagenden Stoff…ein Lacher; sicherlich glatt, geschickt und clever, aber trotzdem ein Lacher.“). The Times bemerkte, Hustle sei eine Serie mit

„dem Biss und dem Stil einer Serie, die in den 1960ern eingefroren und nun zurück ins Leben gebracht wurde wie Austin Powers. […] Das wundervoll absurde Resultat ist eine Dramaserie, die sich selbst weit weniger ernst nimmt als nahezu alles seit Die 2.“

Eine spätere Besprechung der Times fasste zusammen, Hustle sei

„eine vorbildliche, gut gespielte, bissig umgesetzte Serie, […] schnittig bearbeitet, schmeichelhaft beleuchtet und elegant ausgeführt. […] Werden Sie sich fünf Minuten nach dem Anschauen einer Episode an einen einzigen Moment erinnern? Wahrscheinlich nicht. Aber wen kümmert's?“

Des Weiteren wurde die Serie bei den folgenden Auszeichnungen berücksichtigt:
Royal Television Society Award
- Nominierung des Produktionsteams um Bharat Nalluri in der Kategorie „Design & Craft Innovation“ – 2004
- Nominierung des von Berger & Wyse erstellten Vorspanns in der Kategorie „Beste Titelsequenz“ – 2005

Directors Guild of Great Britain Award
- Nominierung von Bharat Nalluri in der Kategorie „Beste Regieleistung in einer 60-minütigen TV-Sendung“ – 2005

British Academy Television Awards
- Nominierung des von Berger & Wyse erstellten Vorspanns in der Kategorie „Beste Titelsequenz“ – 2006

Emmy
- Nominierung des von Berger & Wyse erstellten Vorspanns in der Kategorie „Beste Titelsequenz“ – 2007
- Nominierung der von Simon Rogers komponierten Titelmusik in der Kategorie „Outstanding Original Main Title Theme“ – 2007

Saturn Award
- Nominierung der Staffeln 2 und 3 in der Kategorie „Beste TV-Serie auf DVD“ – 2008

## Verfilmung
Im Juni 2006 erwarb 20th Century Fox die Filmrechte an Hustle. Die Filmadaption wird aktuell von Tony Jordan verfasst. Im Februar 2009 erklärte Produzent Simon Crawford Collins, dass der Film von einem großen US-Studio gedreht werden soll.